# 西圣弗朗西斯科
西圣弗朗西斯科是巴西北大河州的一个市镇。总面积75.55平方公里，总人口3986人，人口密度52.8人/平方公里。